# 布鲁斯·罗伯逊 (赛艇运动员)
布鲁斯·罗伯逊（英語：Bruce Robertson，1962年6月17日—），加拿大男子赛艇运动员。他曾代表加拿大参加1988年和1992年夏季奥林匹克运动会赛艇比赛，其中1992年奥运会获得一枚金牌。